# Brisa Roché
Pour les articles homonymes, voir Roché.
Brisa Roché, née le 26 avril 1976 à Arcata, en Californie, est une chanteuse d'origine américaine résidant en France. Elle chante principalement en anglais et parfois en français. 

## Biographie
Brisa Roché a passé sa jeunesse en Californie et sa carrière musicale actuelle s'est forgée grâce à ses performances dans les bars jazz de Saint-Germain-des-Prés.
Son premier album sorti sur label, The Chase, se situe dans le prolongement de cette expérience, avec ses tonalités jazz. L'album a été salué par la critique, notamment française, mais Brisa Roché a déclaré qu'elle n'en est « pas très fière ». Elle a décidé de retourner dans sa ville natale, pour y écrire la plus grande partie de son deuxième album, Takes, dans lequel elle abandonne volontairement le jazz au profit de la pop-folk. La sortie de cet album a été repoussée de mars à novembre 2007 en raison du changement de maison de disques de Brisa Roché, qui a quitté EMI pour rejoindre le label indépendant Discograph.
Fin 2007, elle s'adjoint les services de musiciens lillois (Jay in Space, Lena Deluxe, Pirzo, Richard Horon) pour sa tournée française et européenne qui débute en mars 2008 et se prolonge jusqu'à l'été. Elle joue notamment au festival des Vieilles Charrues et au festival de jazz de Montreux. Fin 2008, elle emmène ses musiciens en Californie pour composer son nouvel album et l'enregistre à Hudson, près de New York.
Elle sort, en novembre 2012, un album de reprises, en trio, avec Ndidi Onukwulu et Rosemary Standley et prépare, en solo, un album électro.

## Discographie

### Albums

#### Brisa Roché
- 2003 : Soothe Me
- 2005 : The Chase (Blue Note / Capitol)
- 2007 : Takes (Discograph)
- 2010 : All Right Now (Discograph)
- 2016 : Invisible1 (Kwaidan Records)
- 2018 : Father (Black Ash)
- 2019 : Low Fidelity (Black Ash)
- 2021 : Freeze Where U R (with Fred Fortuny) (December Square)
- 2022 : BRMD (avec IX)

#### The Lightnin 3
- 2012 : Morning, Noon & Night (True Velvet Records)

#### withBost & Bim
- 2017 : feat. Winston McAnuff & Brisa Roché (The Bombist - Patate Records)

#### 8
- 2017 : Post Drunk Mime (Petrol Chips)
- 2018 : Beat Beat Beat (avec Ray Borneo) (Petrol Chips)